# 約旦的土耳其人
約旦的土耳其人，是指生活在約旦的土耳其人，他們多是當年奧斯曼帝國駐軍的後裔。
他們現在有人口60000人，其中8,262人是從土耳其來的新移民。